# Édouard Ier de Beaujeu
Pour les articles homonymes, voir Beaujeu.
Édouard Ier de Beaujeu, né en 1316, surnommé « Le Grand », est un seigneur du XIVe siècle. Issu de la branche de Beaujeu [Forez-Albon] de la Maison d'Albon, il est le 6e prince de Dombes et maréchal de France sous Philippe VI de Valois.

## Biographie
Édouard était fils de Guichard VI, seigneur de Beaujeu, et de Marie de Châtillon (elle-même fille de Gaucher V de Châtillon, connétable de France)
Il était, dit un chroniqueur du temps, « très dévot à la Sainte Vierge… il mena quantité de gentilshommes au voyage d’Outre-mer et batailla longtemps contre ceux qui tenaient la loi de Mahomet ».
Beaujeu accompagna Philippe VI de Valois après la défaite de Crécy en 1346.
Il fut élevé à la dignité de maréchal de France en 1347.
En 1351, sous Jean II, il battit les Anglais à Ardres, mais fut tué à la fin de l’action.
Il fut inhumé à l’abbaye de Belleville (Rhône) dans la sépulture des sires de Beaujeu.

## Mariage et descendance
Édouard de Beaujeu épouse, par contrat du 12 février 1333, Marie de Thil (morte le 4 mars 1360, fille de Jean de Thil et de sa première épouse Agnès de Frolois. Le couple a au moins deux enfants :
- Antoine de Beaujeu (v. 1343-14 août 1374), seigneur de Beaujeu (1351-1374), marié en 1362 à Béatrice de Chalon, mort sans postérité;
- Marguerite de Beaujeu (1346-1402), épouse en 1362 Jacques de Savoie-Achaïe (1315-1367), seigneur de Piémont, d'où postérité[1].

Selon certains auteurs, Edouard de Beaujeu aurait aussi eu une autre épouse : Eléonore, fille d'Humbert VI de Thoire-Villars et femme de Philippe III de Lévis-Lautrec-Ventadour ; mais Guichenon est sceptique quant à cette alliance.

## Armes

Blason d'Édouard de Beaujeu selon l'Armorial de Gelre

Selon le Folio 47v de l' de Armorial de Gelre, le blason d'Édouard Ier de Beaujeu est D'or, au lion de sable, armé et lampassé de gueules, au lambel du même, brochant sur-le-tout. Son cimier était une tête de canard de sable, becqué de gueules.

## Galerie d'images

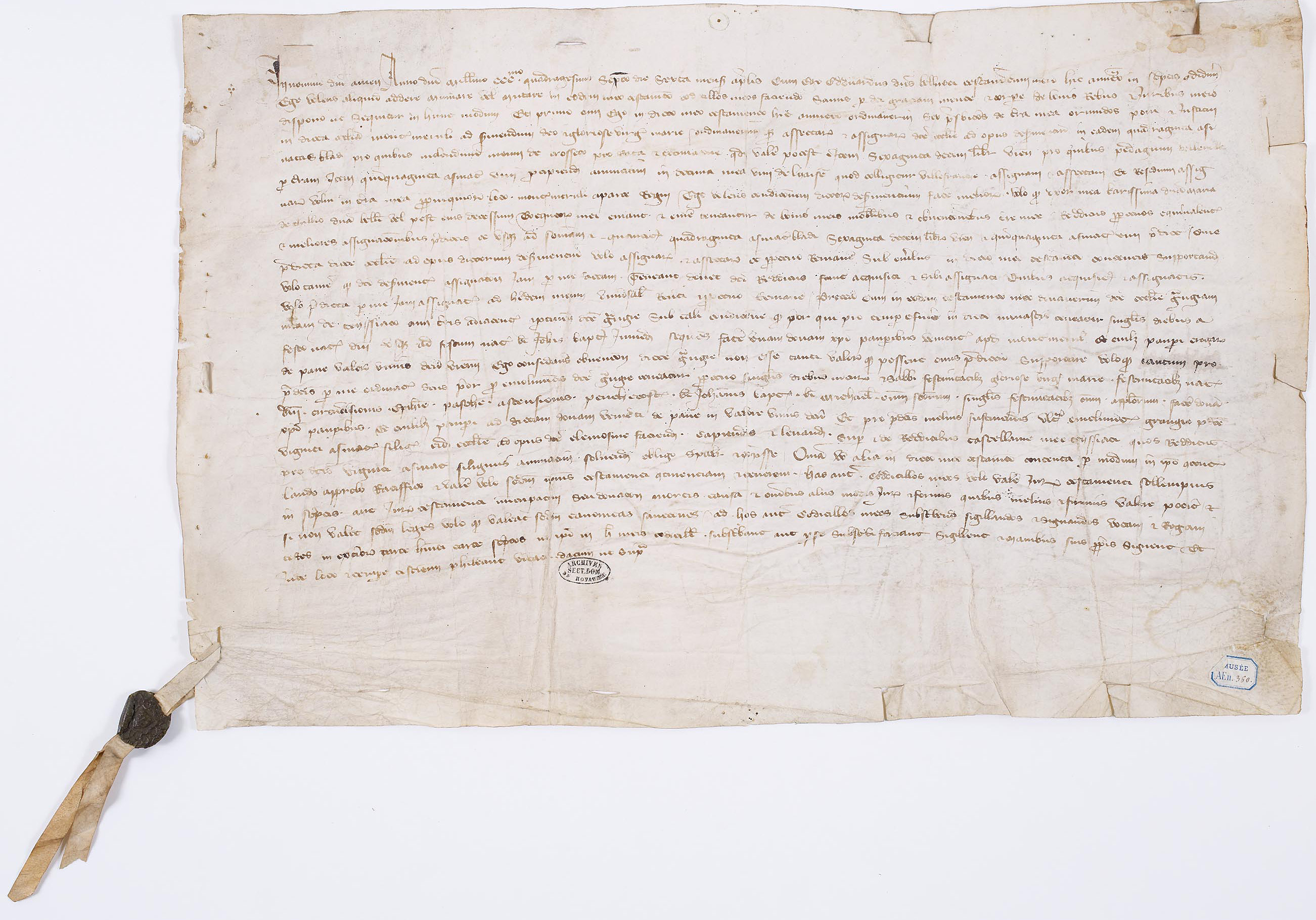
Codicille du testament d'Edouard 1er de Beaujeu, maréchal de France, rédigé le 6 avril 1347. Archives nationales de France.
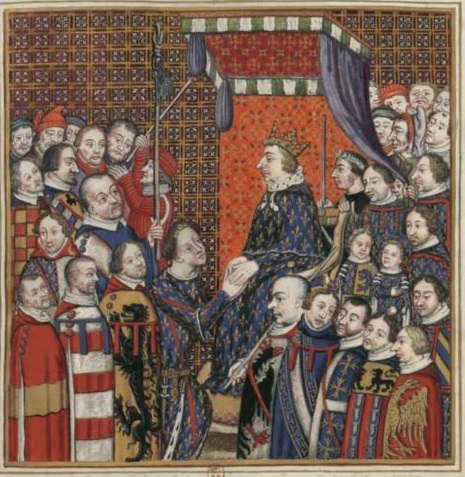
Édouard de Beaujeu derrière Louis de Bourbon qui prête hommage au roi.